# Каунсил (Айдахо)
Ка́унсил (англ. Council) — окружной центр округа Адамс, штат Айдахо, США. По оценкам на 2008 год население составляло 680 человек.

## История
Каунсил получил название по совещаниям (англ. council, ['kaun(t)s(ə)l]), проводимым индейцами на месте города.

## География и климат
Каунсил расположен в юго-центральной части округа Адамс. Высота центральной части города составляет 892 м. Площадь города составляет 1,9 км². Город имеет собственный муниципальный аэропорт.
| Показатель                                                                                   | Янв. | Фев. | Март | Апр. | Май  | Июнь | Июль | Авг. | Сен. | Окт. | Нояб. | Дек. | Год   |
| -------------------------------------------------------------------------------------------- | ---- | ---- | ---- | ---- | ---- | ---- | ---- | ---- | ---- | ---- | ----- | ---- | ----- |
| Абсолютный максимум, °C                                                                      | 12   | 17   | 25   | 32   | 37   | 41   | 43   | 43   | 39   | 34   | 23    | 16   | 43    |
| Средний суточный максимум, °C                                                                | 1    | 4    | 11   | 17   | 22   | 27   | 33   | 33   | 27   | 19   | 8     | 2    | 17    |
| Средняя температура, °C                                                                      | −4   | −1   | 4    | 9    | 14   | 18   | 23   | 23   | 17   | 10   | 3     | −3   | 9,4   |
| Средний суточный минимум, °C                                                                 | −8   | −6   | −2   | 2    | 6    | 9    | 13   | 12   | 7    | 2    | −3    | −8   | 2     |
| Абсолютный минимум, °C                                                                       | −32  | −33  | −24  | −9   | −6   | −1   | 2    | −1   | −6   | −12  | −29   | −39  | −39   |
| Норма осадков, мм                                                                            | 77,0 | 73,2 | 65,0 | 49,5 | 52,1 | 37,8 | 17,0 | 14,7 | 28,2 | 39,9 | 83,3  | 81,0 | 618,7 |
| Источник: http://www.weather.com/outlook/travel/businesstraveler/wxclimatology/monthly/83612 |      |      |      |      |      |      |      |      |      |      |       |      |       |

## Население
Согласно оценочным данным за 2008 год, население Каунсила составляло 680 человек. Плотность населения равна 357,89 чел./км². Средний возраст населения — 43 года и 2 месяца. Половой состав населения: 50,9 % — мужчины, 49,1 % — женщины. В 2000 году насчитывалось 339 домашних хозяйств и 223 семейств. Расовый состав населения по состоянию на 2000 год:
- белые — 96,6 %;
- индейцы — 1,7 %;
- азиаты — 0,1 %;
- океанийцы — 0,1 %;
- прочие расы — 0,1 %;
- две и более расы — 1,3 %.

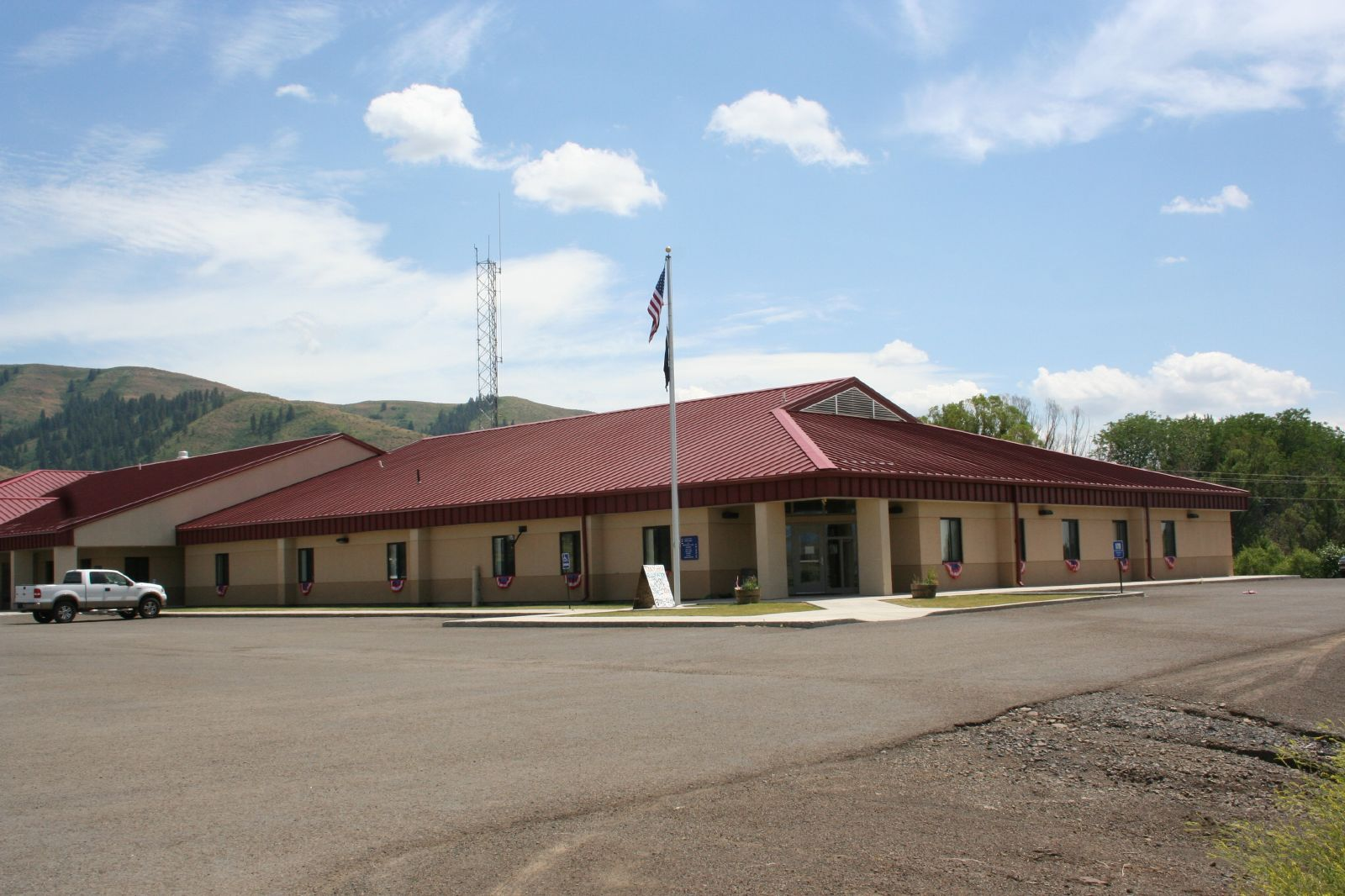
Здание окружного суда в Каунсиле

Ниже приведена динамика численности населения города:

## Известные уроженцы
- Джеймс Рейнуотер, физик, лауреат Нобелевской премии;
- Ларри Крейг, бывший сенатор.